# Nonagria typhae
Nonagria typhae là một loài bướm đêm trong họ Noctuidae.

## Hình ảnh

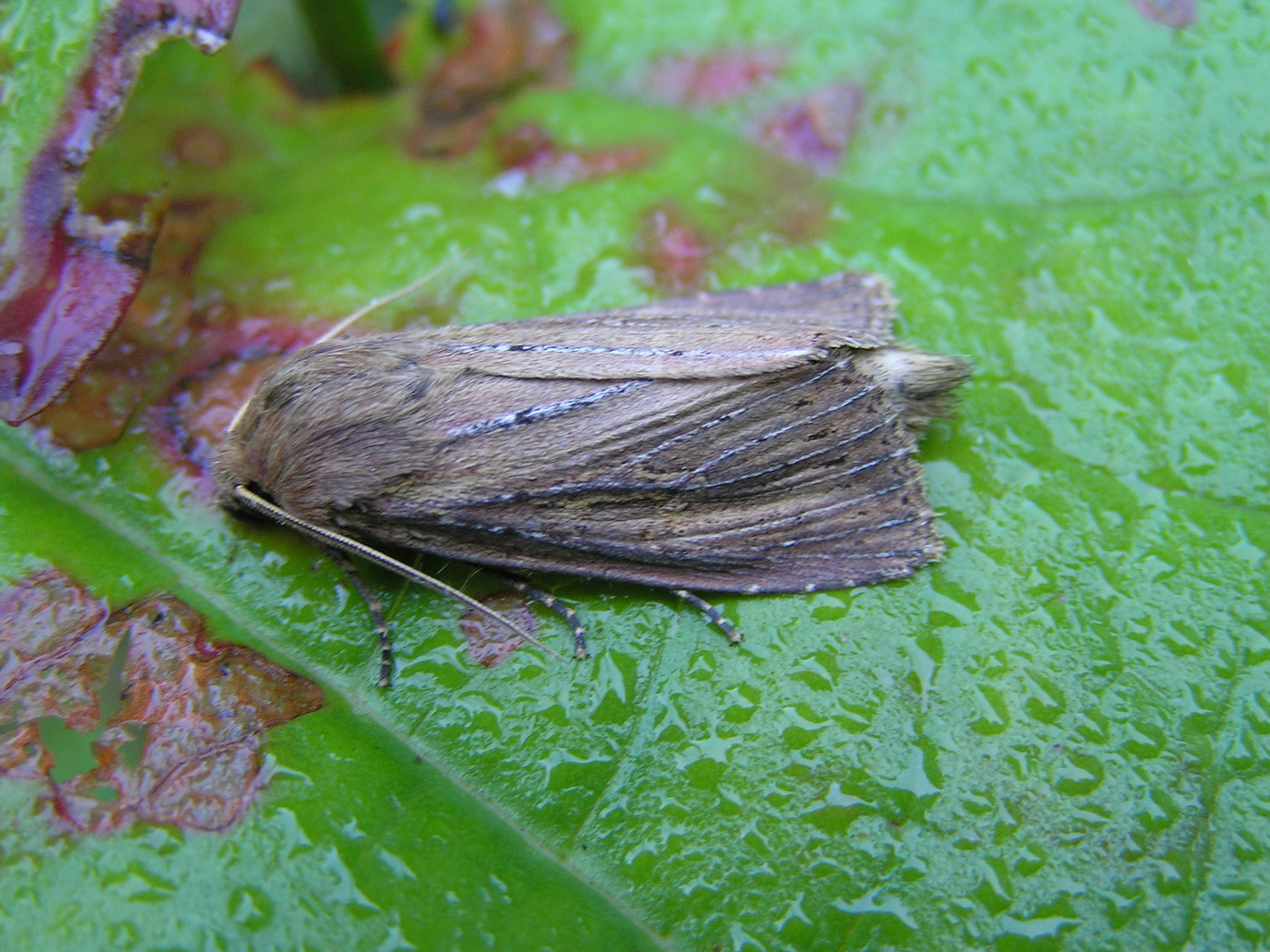
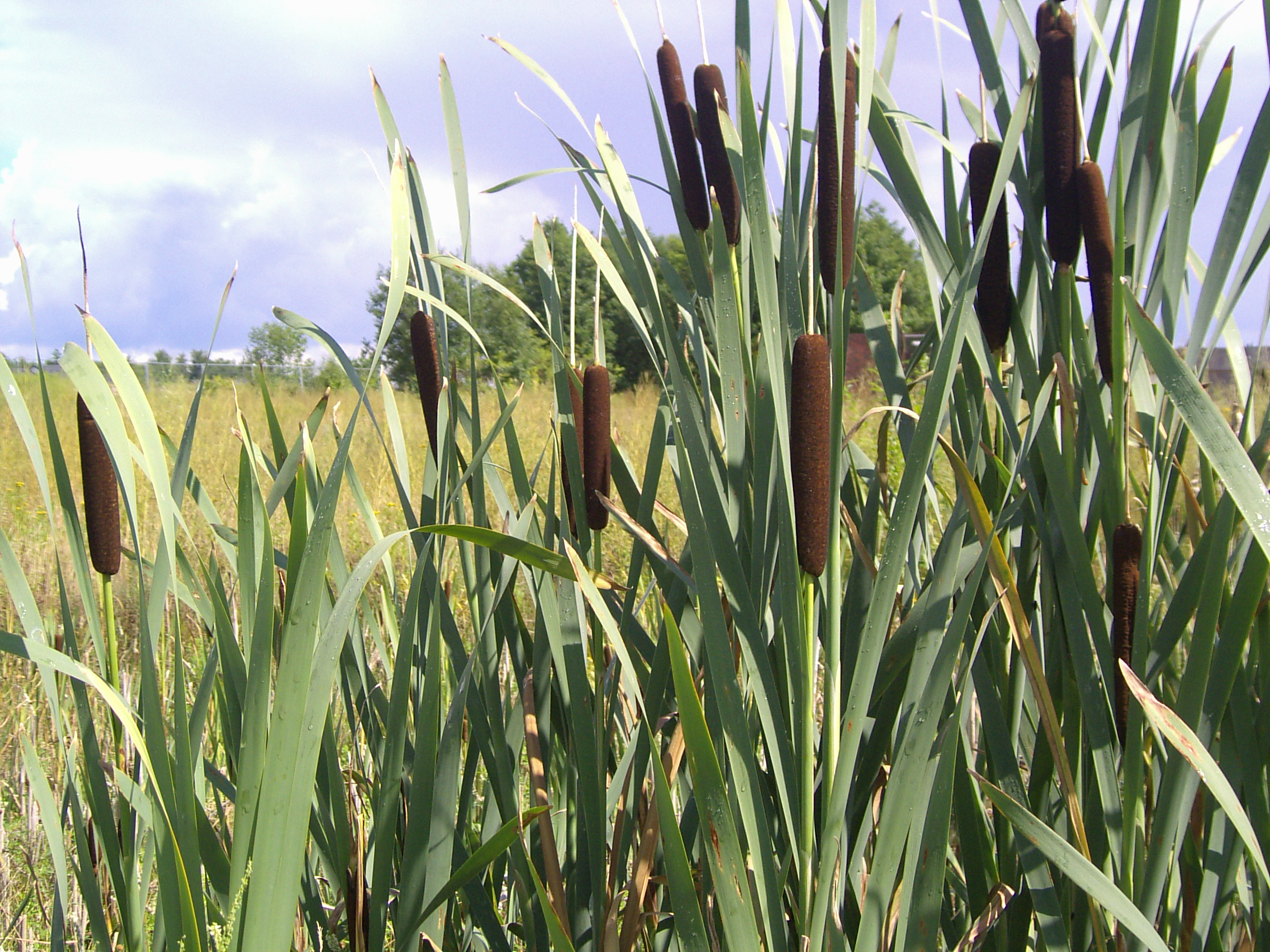
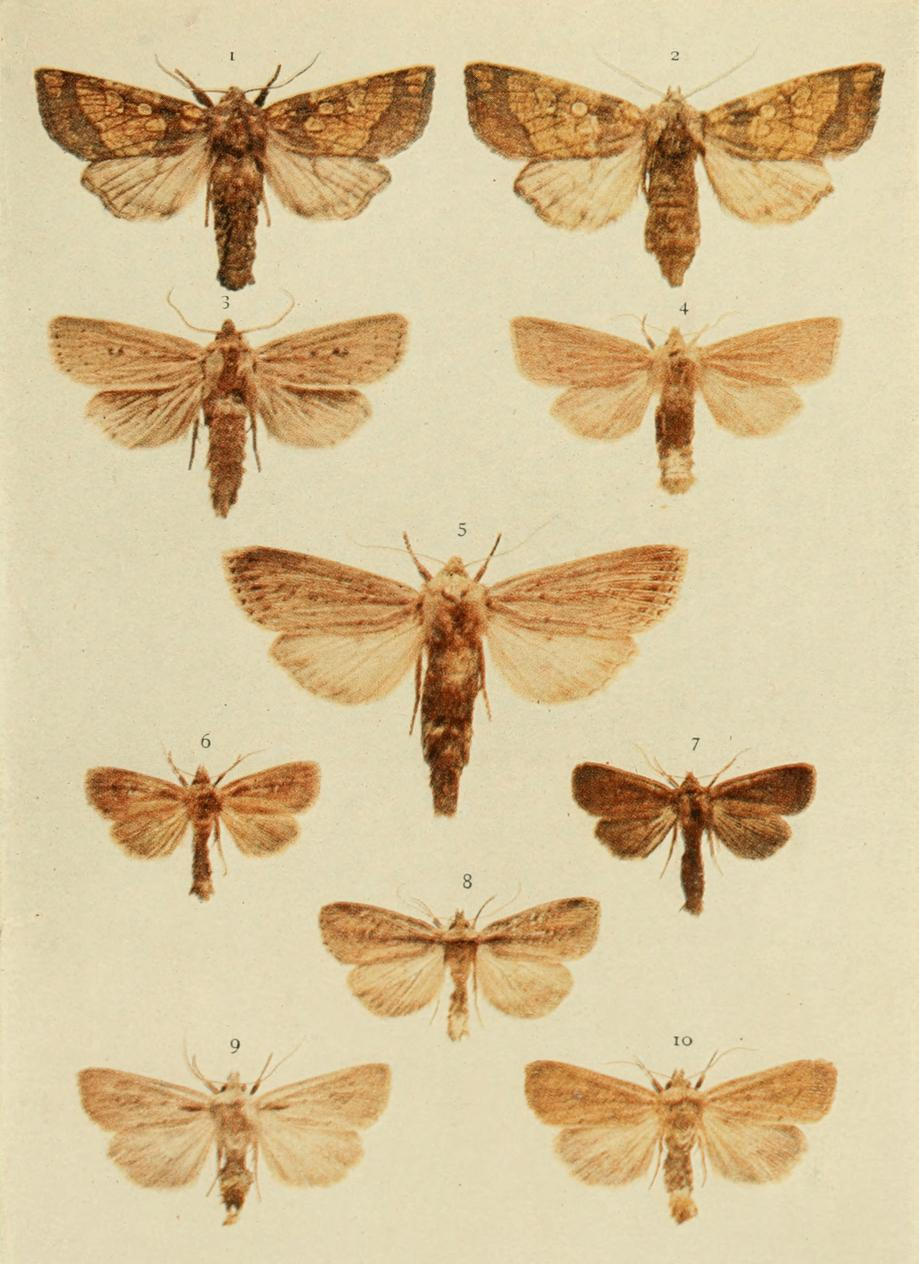
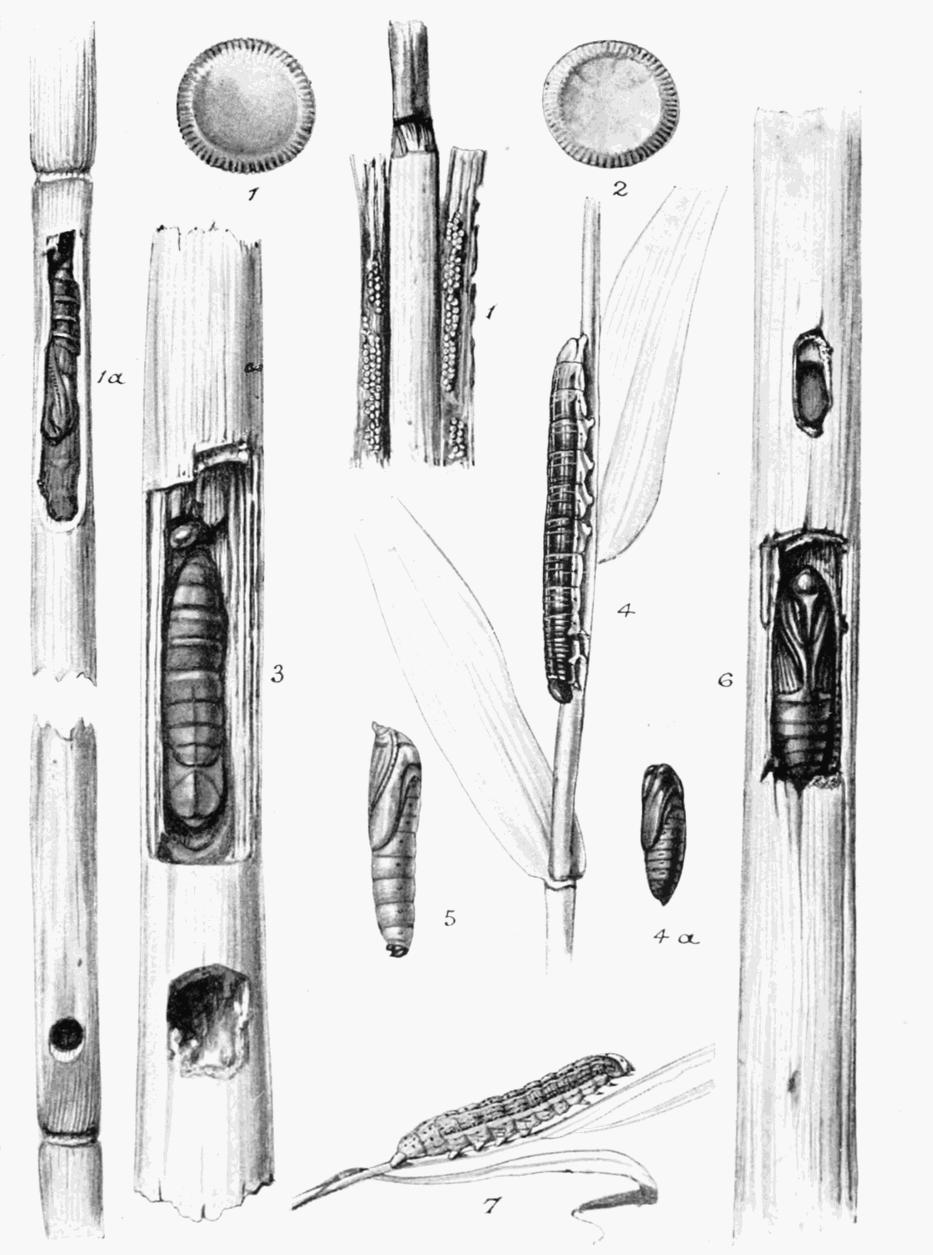